# Shang Wu Yi
Wu Yi (武乙), nome personale Zi Qu (子瞿) (fl. XII secolo a.C.) è stato un re cinese della Dinastia Shang che regnò dal 1147 al 1112 a.C. (secondo altre fonti dal 1198 al 1194 a.C.).
secondo gli annali di Bambù, scelse Yin come sua capitale..

## Personalità
Wu Yiab aveva una personalità ribelle e arrogante.
Si dice che una volta avesse fatto riempire di sangue una pelle di cuoio, che poi fece gettare in aria, lui  lanciò allora una freccia che colpì la pelle facendo uscire il sangue, poté così affermare di aver ucciso il cielo.
Morì, colpito da un fulmine mentre era a caccia tra i fiumi Wa ed He, gli  successe il figlio Wen Ding.